# Liste der Baudenkmale in Duingen
In der Liste der Baudenkmale in Duingen sind alle Baudenkmale der niedersächsischen Gemeinde Duingen aufgelistet. Die Quelle der Baudenkmale ist der Denkmalatlas Niedersachsen. Der Stand der Liste ist der 23. August 2020.

## Capellenhagen

### Gruppe: Wohnhaus, Scheune, Wohn-/Wirtschaftsgebäude, Hauptstraße 10
Die Gruppe „Wohnhaus, Scheune, Wohn-/Wirtschaftsgebäude, Hauptstraße 10“ hat die ID 34459245.

| Lage                                      | Bezeichnung              | Beschreibung | ID       | Bild |
| ----------------------------------------- | ------------------------ | ------------ | -------- | ---- |
| Ith-Strasse 10 51° 58′ 48″ N, 9° 39′ 7″ O | Scheune                  |              | 34493752 | BW   |
| Ith-Strasse 10 51° 58′ 49″ N, 9° 39′ 9″ O | Scheune                  |              | 34493774 | BW   |
| Ith-Strasse 10 51° 58′ 48″ N, 9° 39′ 9″ O | Wohnhaus                 |              | 34493730 | BW   |
| Wiethagen 1 51° 58′ 48″ N, 9° 39′ 11″ O   | Wohn-/Wirtschaftsgebäude |              | 34493924 | BW   |

### Gruppe: Hofanlage, Wiethagen 7
Die Gruppe „Hofanlage, Wiethagen 7“ hat die ID 34459316.

| Lage                                    | Bezeichnung              | Beschreibung | ID       | Bild |
| --------------------------------------- | ------------------------ | ------------ | -------- | ---- |
| Wiethagen 7 51° 58′ 45″ N, 9° 39′ 16″ O | Scheune                  |              | 34495305 | BW   |
| Wiethagen 7 51° 58′ 45″ N, 9° 39′ 16″ O | Wohn-/Wirtschaftsgebäude |              | 34495129 | BW   |
| Wiethagen 7 51° 58′ 46″ N, 9° 39′ 15″ O | Fachwerkschuppen         | abgerissen   | 34495481 | BW   |

### Gruppe: Hofanlage, Hauptstraße 20
Die Gruppe „Hofanlage, Hauptstraße 20“ hat die ID 34459273.

| Lage                                      | Bezeichnung        | Beschreibung | ID       | Bild |
| ----------------------------------------- | ------------------ | ------------ | -------- | ---- |
| Ith-Strasse 20 51° 58′ 41″ N, 9° 39′ 4″ O | Wohnhaus           |              | 34495151 | BW   |
| Ith-Strasse 20 51° 58′ 41″ N, 9° 39′ 3″ O | Wirtschaftsgebäude |              | 34495503 | BW   |
| Ith-Strasse 20 51° 58′ 42″ N, 9° 39′ 4″ O | Wirtschaftsgebäude |              | 34495327 | BW   |
| Ith-Strasse 20 51° 58′ 42″ N, 9° 39′ 3″ O | Wirtschaftsgebäude |              | 50547985 | BW   |

### Gruppe: Hofanlage, Ith-Straße 28
Die Gruppe „Hofanlage, Ith-Straße 28“ hat die ID 34459287.

| Lage                                      | Bezeichnung        | Beschreibung | ID       | Bild |
| ----------------------------------------- | ------------------ | ------------ | -------- | ---- |
| Ith-Straße 28 51° 58′ 37″ N, 9° 38′ 56″ O | Wohnhaus           |              | 34495107 | BW   |
| Ith-Straße 28 51° 58′ 38″ N, 9° 38′ 55″ O | Wirtschaftsgebäude |              | 34495283 | BW   |
| Ith-Straße 28 51° 58′ 38″ N, 9° 38′ 56″ O | Wirtschaftsgebäude |              | 34495459 | BW   |

### Einzelbaudenkmale
| Lage                                     | Bezeichnung              | Beschreibung | ID       | Bild |
| ---------------------------------------- | ------------------------ | ------------ | -------- | ---- |
| Ith-Straße 17 51° 58′ 38″ N, 9° 39′ 0″ O | Kapelle                  |              | 34493840 | BW   |
| Marxstraße 2 51° 58′ 39″ N, 9° 38′ 58″ O | Wohn-/Wirtschaftsgebäude |              | 34493904 | BW   |
| Am Anger 13 51° 58′ 41″ N, 9° 39′ 7″ O   | Wohn-/Wirtschaftsgebäude |              | 34493687 | BW   |
| Wiethagen 4 51° 58′ 44″ N, 9° 39′ 18″ O  | Wohn-/Wirtschaftsgebäude |              | 34493946 | BW   |
| Wiethagen 6 51° 58′ 43″ N, 9° 39′ 20″ O  | Wohn-/Wirtschaftsgebäude |              | 34493966 | BW   |

## Coppengrave

### Einzelbaudenkmale
| Lage                                        | Bezeichnung              | Beschreibung | ID       | Bild |
| ------------------------------------------- | ------------------------ | ------------ | -------- | ---- |
| Auf dem Anger 4 51° 59′ 18″ N, 9° 43′ 22″ O | Kirche                   |              | 34490999 | BW   |
| Ringstraße 19 51° 59′ 9″ N, 9° 43′ 33″ O    | Wohn-/Wirtschaftsgebäude |              | 34491084 | BW   |
| Im Knick 4 51° 59′ 19″ N, 9° 43′ 13″ O      | Wohn-/Wirtschaftsgebäude |              | 34491064 | BW   |
| Dorfstraße 51° 59′ 19″ N, 9° 43′ 24″ O      | Kriegerdenkmal 1914/18   |              | 34491043 | BW   |

## Duingen

### Gruppe: Evangelische Kirche, Pfarrhof
Die Gruppe „Evangelische Kirche, Pfarrhof“ hat die ID 34459216.

| Lage                                | Bezeichnung | Beschreibung | ID       | Bild |
| ----------------------------------- | ----------- | ------------ | -------- | ---- |
| Pfarrhof 52° 0′ 26″ N, 9° 41′ 51″ O | Kirche      |              | 34494376 | BW   |
| 52° 0′ 27″ N, 9° 41′ 52″ O          | Friedhof    |              | 34494399 | BW   |

### Gruppe: Gedenkstätte, Eckardtstraße
Die Gruppe „Gedenkstätte, Eckardtstraße“ hat die ID 34459159.

| Lage                                     | Bezeichnung    | Beschreibung                                                     | ID       | Bild |
| ---------------------------------------- | -------------- | ---------------------------------------------------------------- | -------- | ---- |
| Eckardtstraße 52° 0′ 25″ N, 9° 41′ 50″ O | Kriegerdenkmal | Das Denkmal erinnert an die Kriege 1870/71, 1914–18 und 1939–45. | 34494181 | BW   |

### Gruppe: Hofanlage, Eckardtstraße 5
Die Gruppe „Hofanlage, Eckardtstraße 5“ hat die ID 34495239.

| Lage                                       | Bezeichnung  | Beschreibung | ID       | Bild |
| ------------------------------------------ | ------------ | ------------ | -------- | ---- |
| Eckardtstraße 5 52° 0′ 25″ N, 9° 41′ 49″ O | Wohnhaus     |              | 34495063 | BW   |
| Eckardtstraße 5 52° 0′ 25″ N, 9° 41′ 48″ O | Nebengebäude |              | 34495239 | BW   |
| Eckardtstraße 5 52° 0′ 24″ N, 9° 41′ 49″ O | Nebengebäude |              | 34495239 | BW   |

### Gruppe: Hofanlage, Eckardtstraße 3
Die Gruppe „Hofanlage, Eckardtstraße 3“ hat die ID 34459174.

| Lage                                       | Bezeichnung        | Beschreibung | ID       | Bild |
| ------------------------------------------ | ------------------ | ------------ | -------- | ---- |
| Eckardtstraße 3 52° 0′ 23″ N, 9° 41′ 51″ O | Wohnhaus           |              | 34495041 | BW   |
| Eckardtstraße 3 52° 0′ 23″ N, 9° 41′ 50″ O | Wirtschaftsgebäude |              | 34495217 | BW   |
| Eckardtstraße 3 52° 0′ 24″ N, 9° 41′ 50″ O | Gebäude            |              | 34495393 | BW   |

### Gruppe: Bahnhof Duingen
Die Gruppe „Bahnhof Duingen“ hat die ID 34459870.

| Lage                                    | Bezeichnung             | Beschreibung | ID       | Bild |
| --------------------------------------- | ----------------------- | ------------ | -------- | ---- |
| Am Bahnhof 7 52° 0′ 25″ N, 9° 41′ 40″ O | Bahnhofsempfangsgebäude |              | 34494028 |      |
| Am Bahnhof 9 52° 0′ 28″ N, 9° 41′ 35″ O | Lokschuppen             |              | 34494848 | BW   |

### Gruppe: Hofanlage, Dr.Bock-Brücke
Die Gruppe „Hofanlage, Dr.Bock-Brücke“ hat die ID 34459145.

| Lage                                        | Bezeichnung        | Beschreibung | ID       | Bild |
| ------------------------------------------- | ------------------ | ------------ | -------- | ---- |
| Dr.Bock-Brücke 2 52° 0′ 20″ N, 9° 41′ 54″ O | Wohnhaus           |              | 34495195 | BW   |
| Dr.Bock-Brücke 2 52° 0′ 20″ N, 9° 41′ 53″ O | Wirtschaftsgebäude |              | 34495547 | BW   |
| Dr.Bock-Brücke 2 52° 0′ 20″ N, 9° 41′ 53″ O | Wirtschaftsgebäude |              | 34495371 | BW   |
| Dr.Bock-Brücke 2 52° 0′ 20″ N, 9° 41′ 54″ O | Wohnhaus           |              | 34495019 | BW   |

### Gruppe: Hofanlage, Töpferstraße 26
Die Gruppe „Hofanlage, Töpferstraße 26“ hat die ID 34459231.

| Lage                                       | Bezeichnung        | Beschreibung | ID       | Bild |
| ------------------------------------------ | ------------------ | ------------ | -------- | ---- |
| Töpferstraße 26 52° 0′ 21″ N, 9° 41′ 58″ O | Wirtschaftsgebäude |              | 34495261 | BW   |

### Gruppe: Wohnhaus, Scheune, Papenkamp
Die Gruppe „Wohnhaus, Scheune, Papenkamp“ hat die ID 34459344.

| Lage                                    | Bezeichnung | Beschreibung | ID       | Bild |
| --------------------------------------- | ----------- | ------------ | -------- | ---- |
| Papenkamp 2 51° 59′ 26″ N, 9° 42′ 14″ O | Wohnhaus    |              | 34494782 | BW   |
| Papenkamp 1 51° 59′ 25″ N, 9° 42′ 14″ O | Scheune     |              | 34494759 | BW   |
| Papenkamp 1 51° 59′ 24″ N, 9° 42′ 16″ O | Wohnhaus    |              | 34494736 | BW   |

### Einzelbaudenkmale
| Lage                                                    | Bezeichnung              | Beschreibung               | ID       | Bild |
| ------------------------------------------------------- | ------------------------ | -------------------------- | -------- | ---- |
| Landesstraße 462, km 16.194 51° 59′ 56″ N, 9° 42′ 37″ O | Grenzstein               |                            | 34494355 | BW   |
| Im Südfelde 51° 59′ 54″ N, 9° 42′ 23″ O                 | Friedhof                 | Jüdischer Friedhof Duingen | 34494310 |      |
| Töpferstraße 31 52° 0′ 14″ N, 9° 42′ 13″ O              | Wohnhaus                 |                            | 34494546 | BW   |
| Triftstraße 2 52° 0′ 18″ N, 9° 41′ 45″ O                | Villa                    |                            | 34494567 | BW   |
| Am Thie 6 52° 0′ 20″ N, 9° 41′ 58″ O                    | Wohn-/Wirtschaftsgebäude |                            | 34494119 | BW   |
| Töpferstraße 10 52° 0′ 18″ N, 9° 42′ 3″ O               | Gasthaus                 |                            | 34494464 | BW   |
| Töpferstraße 16 52° 0′ 16″ N, 9° 42′ 7″ O               | Wohnhaus                 |                            | 34494504 | BW   |
| Töpferstraße 17 52° 0′ 16″ N, 9° 42′ 8″ O               | Wohnhaus                 |                            | 34494484 | BW   |
| Alfelder Weg 2 52° 0′ 16″ N, 9° 42′ 10″ O               | Wohnhaus                 |                            | 34494008 | BW   |
| Gänsekamp 4 52° 0′ 17″ N, 9° 42′ 14″ O                  | Wohnhaus                 |                            | 34494290 | BW   |

## Fölziehausen

### Gruppe: Hofanlage, Obere Dorfstraße
Die Gruppe „Hofanlage, Obere Dorfstraße“ hat die ID 34459330.

| Lage                                          | Bezeichnung | Beschreibung | ID       | Bild |
| --------------------------------------------- | ----------- | ------------ | -------- | ---- |
| Obere Dorfstraße 6 51° 59′ 29″ N, 9° 39′ 1″ O | Wohnhaus    |              | 34494647 | BW   |
| Obere Dorfstraße 6 51° 59′ 28″ N, 9° 39′ 2″ O | Scheune     |              | 34494669 | BW   |
| Obere Dorfstraße 6 51° 59′ 29″ N, 9° 39′ 2″ O | Zufahrt     |              | 34494875 | BW   |
| Obere Dorfstraße 6 51° 59′ 28″ N, 9° 39′ 1″ O | Stall       |              | 50593398 | BW   |

### Einzelbaudenkmal
| Lage                                            | Bezeichnung    | Beschreibung                                                                                         | ID       | Bild |
| ----------------------------------------------- | -------------- | --- | -------- | ---- |
| Vor dem tiefen Siek 51° 59′ 32″ N, 9° 38′ 54″ O | Kriegerdenkmal | Das Kriegerdenkmal befindet sich auf dem Friedhof. Es gedenkt der Gefallenen des Ersten Weltkrieges. | 34494715 | BW   |

## Hoyershausen

### Gruppe: Kirche, Pfarrhaus, Kirchhofstraße
Die Gruppe „Kirche, Pfarrhaus, Kirchhofstraße“ hat die ID 34459358.

| Lage                                    | Bezeichnung  | Beschreibung | ID       | Bild |
| --------------------------------------- | ------------ | --- | -------- | ---- |
| Kirchstraße 52° 1′ 7″ N, 9° 45′ 10″ O   | Kirche       | Die evangelische Kirche St. Marien und Lamberti wurde 1752 an einem romanischen Turm angebaut. Der Turm hat eine querrechteckigen Grundriss und wurde 1733 und 1766 umgestaltet. Die Ausstattung in der Kirche stammt aus der Mitte des 18. Jahrhunderts. Weiter befindet sich ein Opferstock aus Sandstein mit Engelsköpfen aus dem Jahr 1595 in der Kirche. | 34519354 | BW   |
| Kirchstraße 1 52° 1′ 9″ N, 9° 45′ 8″ O  | Nebengebäude | | 34519399 | BW   |
| Kirchstraße 1 52° 1′ 8″ N, 9° 45′ 9″ O  | Pfarrhaus    | | 34519377 | BW   |
| Langestraße 8 52° 1′ 7″ N, 9° 45′ 11″ O | Nebengebäude | | 34519616 | BW   |
| Langestraße 8 52° 1′ 7″ N, 9° 45′ 11″ O | Schule       | | 34519594 | BW   |
| Kirchstraße 52° 1′ 6″ N, 9° 45′ 10″ O   | Einfriedung  | | 34520035 | BW   |

### Gruppe: Hofanlage, Langestraße 1
Die Gruppe „Hofanlage, Langestraße 1“ hat die ID 34459386.

| Lage                                     | Bezeichnung | Beschreibung | ID       | Bild |
| ---------------------------------------- | ----------- | ------------ | -------- | ---- |
| Langestraße 1 52° 1′ 12″ N, 9° 45′ 5″ O  | Wohnhaus    |              | 34519444 | BW   |
| Langestraße 1a 52° 1′ 14″ N, 9° 45′ 5″ O | Wohnhaus    |              | 34519466 | BW   |
| Langestraße 1 52° 1′ 14″ N, 9° 45′ 4″ O  | Speicher    |              | 34519488 | BW   |
| Langestraße 1 52° 1′ 13″ N, 9° 45′ 3″ O  | Stall       |              | 34519532 | BW   |
| Langestraße 1 52° 1′ 13″ N, 9° 45′ 2″ O  | Scheune     |              | 34519510 | BW   |

### Gruppe: Wohnhaus, Speicher, Unterdorfstraße 7
Die Gruppe „Wohnhaus, Speicher, Unterdorfstraße 7“ hat die ID 34459414.

| Lage                                        | Bezeichnung | Beschreibung | ID       | Bild |
| ------------------------------------------- | ----------- | ------------ | -------- | ---- |
| Unterdorfstraße 7 52° 1′ 3″ N, 9° 45′ 12″ O | Wohnhaus    |              | 34519749 | BW   |
| Unterdorfstraße 7 52° 1′ 4″ N, 9° 45′ 12″ O | Speicher    |              | 34519725 | BW   |

### Gruppe: Hofanlage, Langestraße 15
Die Gruppe „Hofanlage, Langestraße 15“ hat die ID 34459400.

| Lage                                     | Bezeichnung | Beschreibung | ID       | Bild |
| ---------------------------------------- | ----------- | ------------ | -------- | ---- |
| Langestraße 15 52° 1′ 7″ N, 9° 45′ 14″ O | Wohnhaus    |              | 34519638 | BW   |
| Langestraße 17 52° 1′ 6″ N, 9° 45′ 16″ O | Wohnhaus    |              | 34520123 | BW   |

### Gruppe: Gedenkstätte, Langestraße
Die Gruppe „Gedenkstätte, Langestraße“ hat die ID 34459372.

| Lage                                  | Bezeichnung    | Beschreibung                                                   | ID       | Bild |
| ------------------------------------- | -------------- | -------------------------------------------------------------- | -------- | ---- |
| Langestraße 52° 1′ 3″ N, 9° 45′ 24″ O | Kriegerdenkmal | Das Denkmal erinnert an die Gefallenen des Ersten Weltkrieges. | 34519421 | BW   |

### Einzelbaudenkmale
| Lage                                     | Bezeichnung              | Beschreibung | ID       | Bild |
| ---------------------------------------- | ------------------------ | ------------ | -------- | ---- |
| Lange Straße 5 52° 1′ 12″ N, 9° 45′ 7″ O | Wohnhaus                 |              | 34519574 | BW   |
| Am Külfhofe 52° 1′ 8″ N, 9° 45′ 34″ O    | Mausoleum                |              | 34519333 | BW   |
| Am Külfhofe 52° 1′ 8″ N, 9° 45′ 34″ O    | Einfriedung              |              | 34520058 | BW   |
| Langestraße 4 52° 1′ 11″ N, 9° 45′ 2″ O  | Wohn-/Wirtschaftsgebäude |              | 34519554 | BW   |

## Lübbrechtsen

### Gruppe: Evangelische Kapelle, Gedenkstätte, Küftalstraße
Die Gruppe „Evangelische Kapelle, Gedenkstätte, Küftalstraße“ hat die ID 34459442.

| Lage                                   | Bezeichnung | Beschreibung         | ID       | Bild |
| -------------------------------------- | ----------- | -------------------- | -------- | ---- |
| Küftalstraße 52° 2′ 2″ N, 9° 43′ 47″ O | Kapelle     | Kapelle Lübbrechtsen | 34519795 |      |
| Küftalstraße 52° 2′ 1″ N, 9° 43′ 46″ O | Kirchhof    |                      | 34519818 | BW   |

### Gruppe: Wohnhaus, Scheune, Küftalstraße 18
Die Gruppe „Wohnhaus, Scheune, Küftalstraße 18“ hat die ID 34459457.

| Lage                                      | Bezeichnung | Beschreibung | ID       | Bild |
| ----------------------------------------- | ----------- | ------------ | -------- | ---- |
| Küftalstraße 18 52° 2′ 3″ N, 9° 43′ 46″ O | Wohnhaus    |              | 34519884 | BW   |
| Küftalstraße 18 52° 2′ 3″ N, 9° 43′ 45″ O | Scheune     |              | 34519907 | BW   |

### Gruppe: Hofanlage, An der Beeke 6
Die Gruppe „Hofanlage, An der Beeke 6“ hat die ID :34459428.

| Lage                                     | Bezeichnung | Beschreibung | ID       | Bild |
| ---------------------------------------- | ----------- | ------------ | -------- | ---- |
| An der Beeke 6 52° 2′ 6″ N, 9° 43′ 48″ O | Wohnhaus    |              | 34520145 | BW   |
| An der Beeke 6 52° 2′ 5″ N, 9° 43′ 48″ O | Remise      |              | 34520409 | BW   |
| An der Beeke 6 52° 2′ 6″ N, 9° 43′ 49″ O | Stallungen  |              | 34520233 | BW   |
| An der Beeke 6 52° 2′ 6″ N, 9° 43′ 49″ O | Scheune     |              | 34520321 | BW   |

### Gruppe: Hofanlage, Mittelstraße 2, 4
Die Gruppe „Hofanlage, Mittelstraße 2, 4“ hat die ID 34459472.

| Lage           | Bezeichnung  | Beschreibung | ID       | Bild |
| -------------- | ------------ | ------------ | -------- | ---- |
| Mittelstraße 2 | Wohnhaus     |              | 34520167 |      |
| Mittelstraße 2 | Nebengebäude |              | 34520255 |      |
| Mittelstraße 2 | Nebengebäude |              | 34520343 |      |
| Mittelstraße 4 | Remise       |              | 34520453 |      |
| Mittelstraße 4 | Scheune      |              | 34520365 |      |
| Mittelstraße 4 | Scheune      |              | 34520277 |      |
| Mittelstraße 4 | Wohnhaus     |              | 34520189 |      |

### Einzelbaudenkmale
| Lage                                       | Bezeichnung | Beschreibung | ID       | Bild |
| ------------------------------------------ | ----------- | ------------ | -------- | ---- |
| Külftalstraße 14 52° 2′ 2″ N, 9° 43′ 50″ O | Wohnhaus    |              | 34519863 | BW   |
| Külftalstraße 14                           | Einfriedung |              | 34520102 |      |

## Marienhagen

### Gruppe: Kirche, Friedhof, Dorfkrug, Hauptstraße 35
Die Gruppe „Kirche, Friedhof, Dorfkrug, Hauptstraße 35“ hat die ID 34459501.

| Lage                                     | Bezeichnung    | Beschreibung | ID       | Bild |
| ---------------------------------------- | -------------- | ------------ | -------- | ---- |
| Hauptstraße 37 52° 2′ 1″ N, 9° 41′ 10″ O | Kirche         |              | 34524287 | BW   |
| Hauptstraße 35 52° 2′ 2″ N, 9° 41′ 10″ O | Wohn-/Gasthaus | Alter Krug   | 34524243 | BW   |
| Hauptstraße 37 52° 2′ 2″ N, 9° 41′ 10″ O | Kirchhof       |              | 34524309 | BW   |

### Gruppe: Hofanlage, Hauptstraße 68
Die Gruppe „Hofanlage, Hauptstraße 68“ hat die ID 34459529.

| Lage                                    | Bezeichnung  | Beschreibung | ID       | Bild |
| --------------------------------------- | ------------ | ------------ | -------- | ---- |
| Hauptstraße 68 52° 2′ 2″ N, 9° 41′ 4″ O | Hofanlage    |              | 34524418 | BW   |
| Hauptstraße 70 52° 2′ 1″ N, 9° 41′ 3″ O | Nebengebäude |              | 34524737 | BW   |
| Hauptstraße 70 52° 2′ 1″ N, 9° 41′ 3″ O | Scheune      |              | 34524693 | BW   |

### Gruppe: Villa, Hauptstraße 28
Die Gruppe „Villa, Hauptstraße 28“ hat die ID 34459486.

| Lage                                      | Bezeichnung | Beschreibung | ID       | Bild |
| ----------------------------------------- | ----------- | ------------ | -------- | ---- |
| Hauptstraße 28 52° 2′ 11″ N, 9° 41′ 13″ O | Villa       |              | 34524178 | BW   |
| Hauptstraße 28 52° 2′ 12″ N, 9° 41′ 12″ O | Garten      |              | 34524595 | BW   |

### Einzelbaudenkmale
| Lage                                          | Bezeichnung              | Beschreibung                                                     | ID       | Bild |
| --------------------------------------------- | ------------------------ | ---------------------------------------------------------------- | -------- | ---- |
| Hauptstraße 84 52° 1′ 59″ N, 9° 41′ 0″ O      | Wasserpumpe              |                                                                  | 34524463 | BW   |
| Hauptstraße 112 52° 1′ 55″ N, 9° 40′ 47″ O    | Tunnel                   |                                                                  | 34524483 | BW   |
| Lübbrechtser Straße 52° 2′ 1″ N, 9° 41′ 16″ O | Grabstätte               | Die Grabstätte der Familie Rogge befindet sich auf dem Friedhof. | 34524506 | BW   |
| Hauptstraße 30/32 52° 2′ 9″ N, 9° 41′ 14″ O   | Wohnhaus                 |                                                                  | 34524202 | BW   |
| Hauptstraße 34 52° 2′ 9″ N, 9° 41′ 13″ O      | Wohnuaus                 |                                                                  | 34524223 | BW   |
| Hauptstraße 36 52° 2′ 8″ N, 9° 41′ 12″ O      | Villa                    |                                                                  | 34524267 | BW   |
| Hauptstraße 44 52° 2′ 5″ N, 9° 41′ 11″ O      | Wohn-/Wirtschaftsgebäude |                                                                  | 34524354 | BW   |
| Hauptstraße 44 52° 2′ 5″ N, 9° 41′ 11″ O      | Stützmauer               |                                                                  | 34524574 | BW   |

## Rott

### Einzelbaudenkmale
| Lage                                         | Bezeichnung    | Beschreibung | ID       | Bild |
| -------------------------------------------- | -------------- | ------------ | -------- | ---- |
| Rotter Dorfstraße 52° 1′ 15″ N, 9° 43′ 16″ O | Kapelle        |              | 34519993 | BW   |
| Rotter Dorfstraße 52° 1′ 13″ N, 9° 43′ 30″ O | Kriegerdenkmal |              | 34520014 | BW   |

## Weenzen

### Gruppe: Kapelle, Gedenkstätte, Schulstraße 21
Die Gruppe „Kapelle, Gedenkstätte, Schulstraße 21“ hat die ID 34459585.

| Lage                                     | Bezeichnung    | Beschreibung | ID       | Bild |
| ---------------------------------------- | -------------- | ------------ | -------- | ---- |
| Schulstraße 21 52° 1′ 14″ N, 9° 40′ 6″ O | Kapelle        |              | 34541114 |      |
| Schulstraße 21 52° 1′ 13″ N, 9° 40′ 6″ O | Kriegerdenkmal | 1914/18      | 34541059 |      |

### Gruppe: Gutsanlage, Kirchweg 2
Die Gruppe „Gutsanlage, Kirchweg 2“ hat die ID 4459543.

| Lage                                 | Bezeichnung       | Beschreibung | ID       | Bild |
| ------------------------------------ | ----------------- | ------------ | -------- | ---- |
| Kirchweg 2 52° 1′ 15″ N, 9° 40′ 0″ O | Wohnhaus          |              | 34541234 | BW   |
| Kirchweg 2 52° 1′ 15″ N, 9° 40′ 2″ O | Scheune           |              | 34541300 | BW   |
| Kirchweg 4 52° 1′ 16″ N, 9° 40′ 1″ O | Remise            |              | 34541278 | BW   |
| Kirchweg 2 52° 1′ 18″ N, 9° 40′ 2″ O | Durchfahrtscheune |              | 34541256 | BW   |

### Gruppe: Hofanlage, Kirchweg 3
Die Gruppe „Hofanlage, Kirchweg 3“ hat die ID 34459557.

| Lage                                  | Bezeichnung   | Beschreibung | ID       | Bild |
| ------------------------------------- | ------------- | ------------ | -------- | ---- |
| Kirchweg 3 52° 1′ 14″ N, 9° 40′ 1″ O  | Wohnhaus      |              | 34541136 | BW   |
| Kirchweg 3 52° 1′ 13″ N, 9° 40′ 1″ O  | Scheune/Stall |              | 34541162 | BW   |
| Kirchweg 3 52° 1′ 13″ N, 9° 40′ 0″ O  | Remise        |              | 34541188 | BW   |
| Kirchweg 3 52° 1′ 13″ N, 9° 39′ 59″ O | Scheune       |              | 34541212 | BW   |